# Ultiminio Ramos
Ultiminio Ramos Zaqueira (Matanzas, 2 de diciembre de 1941-Ciudad de México, 3 de septiembre de 2017), apodado Sugar (Azúcar), fue un boxeador cubano-mexicano. Fue campeón de peso pluma y miembro del Salón Internacional de la Fama del Boxeo. 

## Biografía
A los 14 años inició en el boxeo amateur realizando poco más de 100 combates; debutó en el boxeo profesional en La Habana el 5 de octubre de 1957. Poseía de un estilo espectacular, con gran facilidad para esquivar los golpes de sus contendientes y sobre todo una pegada contundente. 
Ganó el Campeonato de peso pluma en Cuba en 1960, pero a la llegada de Fidel Castro al poder, al instaurarse el sistema conocido como la Revolución cubana, quién prohibió el boxeo profesional, decidió emigrar junto a varios de sus compañeros profesionales, llegando a México donde se estableció hasta el fin de su existencia, donde construyó su carrera histórica. El grupo incluía a José Ángel “Mantequilla” Nápoles, “Babe” Luis, Pastor Marrero, “Chuchu Gutierrez”, José Legrá y algunos otros que decidieron irse a otras latitudes.
Fue entronizado en 2001 en el Salón de la Fama del Boxeo Internacional de Canastota, Nueva York tras una marca de 55 triunfos, 40 de ellos por nocaut, siete derrotas y cuatro empates.

### Murieron dos rivales bajo sus puños
Infortunadamente, la carrera de este personaje que ingresó en 1972 al Salón de la Fama del Boxeo Internacional con sede en Canastota, Nueva York, registra dos muertes de oponentes suyos, como fueron su compatriota José “El Tigre” Blanco”, cuando aún vivía en su país, en 1958, y el estadounidense Davey Moore, a quien le arrebató el cinto universal de las 126 libras del WBC y la WBA, el 21 de marzo de 1963 en el Dodger Stadium de Los Ángeles, California, noqueando en el capítulo 10 al moreno estadounidense Davey Moore. Esa vez el réferi fue el norteamericano George Latka y era la sexta defensa de Moore, quien cayó dramáticamente en el décimo round de una pelea pactada a 15 episodios. Pero desafortunadamente fue tanto el castigo recibido y además de golpearse fuertemente la nuca con la tercera cuerda que era de acero, la esquina suspendió el combate, pero ya en su vestidor cayó en estado de coma y falleció cinco días después. Este suceso dio la inspiración a Bob Dylan para su canción “¿Quién mató a Davey Moore?”. Moore expuso también el cinturón AMB, pero Ultiminio ya había tenido otra terrible experiencia en su natal Cuba, cuando a causa de sus tremendos golpes, su paisano José “Tigre” Blanco falleció, lo cual al darse el segundo deceso en California, le caló muy hondo y se dice que nunca fue el mismo, porque sentía temor de golpear demasiado fuerte y provocar desgracias, tal vez por eso la decisión de retirarse a los 28 años de edad, cuando aún pudiera tener excelente futuro. 
Defendió con éxito los títulos ante Rafiu King, Mitsunori Seki (KOT en 6) el 1° de marzo de 1964 y contra el ghanés Floyd Robertson (decisión dividida) el 9 de mayo de 1964, antes de caer ante el mexicano Vicente Saldívar en la cuarta defensa del cubano-mexicano. Perdió su título en 1964, y no hizo nada por recuperarlo, continuando en el box hasta 1972, retirándose con un récord de 55 peleas ganadas (40 por KO's), 8 perdidas, and 3 empates. En 1992 ingresó al Salón Internacional de la Fama del Boxeo. 
Uno de sus lemas era “pegar mucho y que te golpeen poco”.

### Vicente Saldívar lo destronó
Quizá porque dejó el trono ecuménico de los plumas en manos del capitalino Vicente “Zurdo de Oro” Saldívar, el público de México, que ya lo admiraba por su ilustre trayectoria, le tomó más aprecio. Era una época en la que los aficionados eran radicales, como la ocasión en que no le perdonaron al enorme José Medel haber derrotado dos veces al ídolo José “Toluco” López, apodado “El Indio del Oro”, del Estado de México.
Saldívar noqueó técnicamente al “Azúcar” Ramos tras golpearlo fieramente durante 11 asaltos completos, el 26 de septiembre de 1964 ante un lleno en el Toreo de Cuadro Caminos, en la que era la cuarta defensa del cubano-mexicano. El réferi fue Ramón Berumen, a quien apodaban “El Bello”. 
Disputó el cetro mundial ligero del WBC y la WBA en julio de 1967 contra el boricua Carlos Ortiz. En un final confuso, ya que originalmente se le anunció como nuevo campeón, poco después se dijo que el ganador era Ortiz en cinco asaltos, y perdió en el desquite con Ortiz en julio del año siguiente.

### Se retiró joven
Tenía 28 años de edad Ultiminio cuando colgó los guantes para dejar su marca en 55-7, 40 noqueados y cuatro empates, en una carrera que abarcó entre octubre de 1957 y abril de 1974, cuando cayó ante César Sinda.

### Era todo sonrisas
Pero ni siquiera la devastadora enfermedad fue capaz de quitar el rostro del querido “Sugar” Ramos esa sonrisa con que recibía a todo aquel que se acercaba a saludarlo. Su presencia se convirtió en infaltable en las reuniones del organismo verde y oro y permanece todavía fresca la última ocasión en que acompañó a Sulaimán Saldívar a convenciones anuales o eventos fuera de la capital mexicana, donde siempre residió desde su llegada a nuestro país.
Ese espíritu bullanguero nunca lo abandonó y era común que cantaba al saludar. Décadas atrás integró un conjunto de música tropical, lo que le ayudó a mantener en alto su popularidad. Fue masajista en algunos equipos de béisbol de la Liga Mexicana después de su retiro como boxeador activo.
Ultiminio fue padre de cuatro hijos: Ultiminio, Lázaro, Adriana y Viviana. Solamente Ultiminio júnior se puso los guantes, pero nunca sostuvo un pleito profesional.
Ramos formó parte de aquella pléyade de grandes boxeadores cubanos que llegaron desde Cuba a la nación mexicana en la década de los 60, y se afirma que su compatriota “Mantequilla” Nápoles, otra gloria del boxeo mundial, lo ayudó para su traslado.

## Muerte y funeral
El cuerpo del inmortal del boxeo, miembro del Salón de la Fama, al que él boxeo de México le agradece que haya compartido su grandeza con los boxeadores mexicanos al quedarse en México para crear escuela entre las generaciones de pugilistas.
"Él se fracturó la cadera hace un par de días, estuvo en el hospital, no se le podía operar porque no iba a resistir la operación y antier llegó a su casa y falleció hoy. Tenía un cáncer de la próstata muy avanzado y su esposa me dio la noticia, gracias a Dios ya está descansando", informó Mauricio Sulaimán, presidente del Consejo Mundial de Boxeo.
"Fue de los más queridos, llegó aquí con Cuco Conde (manager), 'Mantequilla' Nápoles y Kid Rapidez (entrenador) y causó una época de gloria, él era mexicano", añadió el dirigente, quien dio a conocer la lamentable noticia. Nuestras más profundas condolencias a los deudos de este gran hombre, cuyo comportamiento abajo del ring se equiparó con la gallardía que siempre mostró en los cuadriláteros.